# Park Narodowy Nahanni
Park Narodowy Nahanni (ang. Nahanni National Park Reserve, fr. Réserve de parc national Nahanni) – park narodowy położony w południowo-wschodniej części Terytoriów Północno-Zachodnich, w Kanadzie. Park został utworzony w 1976, na powierzchni 4766 km². Nazwa parku pochodzi od słowa nahanni, które w języku Indian Dene oznacza „duch”. W 1978 park został wpisany na listę światowego dziedzictwa UNESCO.

## Fauna
Na terenie parku występuje wiele gatunków ptaków, ryb i ssaków. 

## Turystyka
Najlepszym i praktycznie jedynym sposobem dotarcia parku jest przelot wodnosamolotem lub helikopterem. Liczba turystów odwiedzających park wynosi ok. 800-900 rocznie. W centrum turystycznym w Fort Simpson można zapoznać się z historią, kulturą oraz geografią regionu. 
Jedną z głównych atrakcji parku jest wodospad Wirginii, którego wysokość wynosi 90 m. Wodospad ten jest dwa razy wyższy od wodospadu Niagara. W jego centrum znajduje się potężna skała, nazwana skałą Mansona, od nazwiska Billa Mansona, sławnego kanadyjskiego kajakarza, pisarza oraz filmowca.